# Viewegsgarten-Bebelhof
Viewegsgarten-Bebelhof ist einer von 19 Stadtbezirken Braunschweigs. Er trägt die amtliche Nummer 132 und umfasst einige südlich gelegene Stadtteile. Der Stadtbezirk existiert seit dem 1. November 1981, nachdem Braunschweig gemäß § 55 der Niedersächsischen Gemeindeordnung in Stadtbezirke unterteilt wurde.
Bis 2021 soll die Zahl der Stadtbezirke in Braunschweig auf 12 reduziert werden und der Stadtbezirk Viewegsgarten-Bebelhof soll mit dem Stadtbezirk Innenstadt zusammengelegt werden.

## Informationen zum Stadtbezirk
Zusammen mit dem Stadtbezirk Innenstadt bildet Viewegsgarten-Bebelhof den Gemeindewahlbereich 13 Innenstadt/Südlicher Ring.
Seinen Namen erhielt er von der Arbeitersiedlung Bebelhof im Süden und dem Park Viewegs Garten im Norden. Durch die umfangreichen Gleisanlagen des 1960 eröffneten Braunschweiger Hauptbahnhofs und des benachbarten Hauptgüterbahnhofs ist der Bezirk in drei Teile zerschnitten: Im Nordwesten die Bereiche Viewegsgarten und Bürgerpark, im Süden Bebelhof und Zuckerberg und im Nordosten ein aus dem Flecken oder Bleek St. Leonhard entstandener Stadtteil mit Industrie-, Gewerbe- und Wohngebieten und dem großen Hauptfriedhof. Mehrere Ausfallstraßen und Industriegebiete, aber auch Grünflächen teilen den Stadtbezirk in verschiedene Wohnbezirke oder Quartiere.
Der Stadtbezirk Viewegsgarten-Bebelhof ist im Wesentlichen deckungsgleich mit den statistischen Bezirken 09 Viewegsgarten, 10 Bürgerpark, 20 Hauptfriedhof, 21 Hauptbahnhof, 22 Bebelhof und 23 Zuckerberg.
Von 1934 bis 1967 war das Stadtgebiet weitgehend identisch mit dem statistischen Bezirk Altewiek.

## Entwicklung und Veränderung des Bezirks

### Vorgeschichte
Zwischen den alten Handelsstraßen, der Stadt und der Landwehr
Der heutige Bezirk lässt sich schon im Mittelalter durch die Stadtbefestigung, zwei alte Handelsstraßen und die Braunschweiger Landwehr in etwa eingrenzen.
Die Helmstedter Straße, die heute einen Teil der Grenze zum Östlichen Ringgebiet bildet, hat als Teil der Fernhandels- bzw. Heerstraße von Flandern und Köln über die Braunschweiger Okerfurt weiter nach Helmstedt, Magdeburg und Leipzig (siehe Literatur: Bornstedt, 1969) „bis zu den Slavenländern“ schon vor der Stadtgründung bestanden, bzw. diese mit beeinflusst. Auf dem heutigen Gelände des zum Stadtbezirk gehörenden Hauptfriedhofs wird nahe dem Streitberg von verschiedenen Autoren ab ca. 800 die Wüstung Morthorp vermutet, die in der Weiheurkunde der Magnikirche Erwähnung findet. Die Wüstung ist als Grangie im Neudorf von Riddagshausen aufgegangen.
Das Bleek St. Leonhard entstand ab dem 11. Jahrhundert ebenfalls in unmittelbarer Nähe der Straße nach Helmstedt.
Parallel zur Oker führte nach Süden eine weitere wichtige Handelsstraße nach Wolfenbüttel und Halberstadt. An dieser Straße lag (etwas abseits) der Mühlenort Eisenbüttel und südlich des Zuckerbergs die Wüstung Ekthi. Die Wolfenbütteler Straße hatte nicht nur als Handels- und Heerstraße eine Bedeutung, sondern ab dem 17. Jahrhundert auch als herzogliche Straße (vgl. Bornstedt (1984)). Nach Bornstedt (1984), der sich auf eine alte Handschrift von Creitz (siehe Literatur) beruft, war am heutigen Zuckerberg ein Zuckerkrug. Bornstedt nimmt an, dass dies der Name des Besitzers war und der Zuckerberg hiervon seinen Namen hat. Bornstedt (1981) zufolge lag am südlichen Hang des Zuckerbergs ab 500 die Wüstung Ekthi, eine Siedlung mit etwa 120 Morgen. Die Siedlung ist in der Weiheurkunde von 1031 der Magnikirche erwähnt. (Eine weitere Siedlung namens Ekthi lag übrigens im heutigen Eichtal im Stadtbezirk Westliches Ringgebiet.)
Im Osten kann für die historische Zeit als Anhaltspunkt das Flussbett der Wabe bzw. der Mittelriede gesehen werden, also der Verlauf der Braunschweiger Landwehr, auch wenn die Grenze des Stadtbezirks etwas weiter östlich verläuft. Die Flüsse bilden die Grenze zu Riddagshausen. Zum Gebiet von St. Leonhard gehörte zeitweilig das zum Siechenholz gehörende Mastbruch, das 1281 zu Riddagshausen kam. Etwa vom Mastbruch aus bildet eine gedachte Linie zum Zuckerberg an der Wolfenbütteler Straße die Grenze, von der aus südöstlich das 1230 im Weiheprotokoll der Magnikirche erwähnte Rautheim liegt.
Zur Stadt hin wurde der Bezirk durch die Stadtmauer bzw. das Glacis begrenzt. Das Steintor, das Magnitor (bis zu seiner Vereinigung mit dem Steintor 1700), das Aegidientor bis 1730 und das Augusttor ab 1730 waren die Zugänge zur Stadt.
Im Gebiet der heutigen Bebelhof-Siedlung lag die Wüstung Limbeki, die ebenfalls in der Weiheurkunde der Magnikirche von 1031 erwähnt wird. Bornstedt terminiert in „St. Magni 1031–1981“ die Entstehung auf vor 500 bzw. 500 bis 800 und vermutet das Aufgehen der Wüstung in die Äcker und Wiesen der Stadtflur von Braunschweig im 14. bis 15. Jahrhundert. Der Name des Gebietes wandelt sich: Limbeke, illa Limbeke, up dem Limbeken veldhe, Lemkenfelde, Lemkencampe, Lämmchenteich und Lämmchenkamp sind nachgewiesene Namen. Bornstedt nennt den Lämmchenbach, andere Autoren die Lämmchenriede als Flüsse, die bei Eisenbüttel in die Oker fließen. Ob es sich dabei um den Namen desselben Flusses handelt oder ob hier unterschiedliche Flüsse gemeint sind (die auf alten Karten dargestellt sind), kann nicht geklärt werden. Das Gelände kam ab dem 12. Jahrhundert in den Besitz des Klosters St. Aegidien.

### Bis Mitte des 19. Jahrhunderts
Landwirtschaft und Gartenbau
Der heutige Bezirk wurde schon früh landwirtschaftlich genutzt. Gärten, Felder, Weiden, Weinberge (am Zuckerberg) und zwei Windmühlen sind auf allen die Außenstadt zeigenden Karten nachweisbar, z. B. auf einem Holzschnitt aus dem Jahr 1547. In St. Leonhard befand sich eine Schäferei. Die Felder und Gartenanlagen lagen danach frei oder waren durch geflochtene Weidenzäune begrenzt, die auch Schutz gegen Diebe und Wild boten. Sie waren mit Lauben und selten Lusthäusern bebaut.
Zumindest ein Teil der Gärten gehörte Ackerbauern der Innenstadt, wahrscheinlich im Altewiek. Ab 1700 bildeten sich verstärkt Erwerbsgärten heraus, auch der spätere Viewegs Garten entstand. Beim Umbau der Wallanlagen durch Peter Joseph Krahe wurden die Gelände der Wälle, des Glacis und die vorgelagerten Flächen verkauft.
Das Gebiet lag in der Feldmark Altewiek, spätestens ab 1850 gab es für dieses Gebiet eine Feldmark-Interessenschaft. Die Wege zwischen den Grundstücken waren neben den Privatwegen zunächst sogenannte Interessenwege und Kommunalwege. Ab 1850 wurden diese Wege zu Straßen ausgebaut.

### Stadterweiterung und Industrialisierung
Wie in allen Gebieten der Außenstadt war der Stadtbezirk, der zur Feldmark Altewiek gehörte, auch schon in der zweiten Hälfte des 18. Jahrhunderts mit Gartenhäusern und wahrscheinlich auch Gewerbebetrieben bebaut. Ob hier auch bereits die Zichorienfabrik bzw. Zichoriendarren (siehe Gemeine Wegwarte, Darre) bestand, die nach Pingel aus feuerpolizeilichen Gründen in die Außenstadt verlegt wurde, kann nicht geklärt werden. Eine solche Fabrik, Graß und Markworth, ist allerdings ab 1850 nachweisbar.
Nach dem Schleifen der Wälle (1802 bis 1831) durch Peter Joseph Krahe konnte sich die Stadt auch im heutigen Stadtbezirk ausweiten (herzogliche Verfügung betr. die Entfestigung der Stadt und die Anlage von Wallpromenaden durch Peter Joseph Krahe vom 9. März 1802; abgeschlossen 1831).
Die eingeebneten Festungswerke wurden durch die sogenannte Demolitions-Kommission von 1802 bis 1813 verkauft. Es wurden 75 große Gärten verkauft, die in der Folge auf mehr als 300 Grundstücke verteilt wurden (alle Wallanlagen). Dabei wurde zwischen der eigentlichen Stadtbefestigung (Bollwerk, Ravelin), dem Glacis und der Feldflur unterschieden.

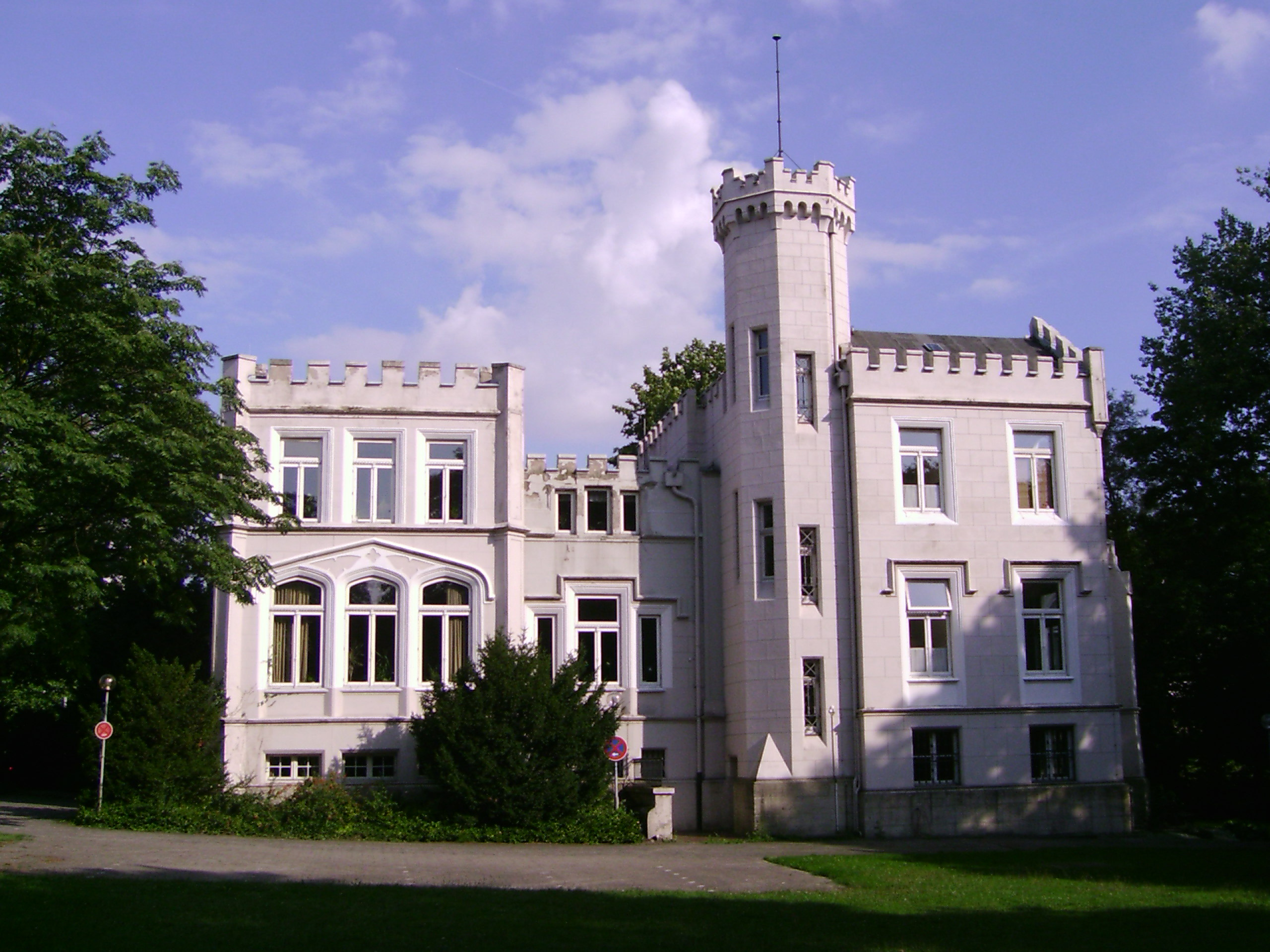
Villa Hörstel in Hollands Garten

In diesem Zusammenhang begann die Entwicklung von Hollands Garten und Rimpaus Garten, auch die Entwicklung von Campes bzw. Viewegs Garten wurde beeinflusst.
Ab 1800 verstärkte sich die Bautätigkeit in der gesamten Außenstadt. In unmittelbarer Nachbarschaft des hier beschriebenen Gebiets wurde 1838 der Alte Bahnhof erbaut. Die Ausweitung des Schienenverkehrs (Helmstedter Bahn, Bahnhof St. Leonhard bzw. Ostbahnhof, Durchgangsbahnhof) hatte maßgeblichen Einfluss auf das Stadtgebiet.
Ab etwa 1855 wuchs die Bevölkerung rapid, die Besiedelung der Außenstadt erfolgte zunächst ohne, ab 1863 mit behördlicher Regulierung. Zunächst erfolgte die Bebauung der Außenstadt entlang der Ausfallstraßen und der bestehenden Feld- und Gartenwege. Im Feldmarkverzeichnis für Altewiek von 1850 werden folgende Gebiete und Wege genannt: Chaussee nach Wolfenbüttel (vor dem Auguststore, Wiesen an der Oker, zu Eisenbüttel), Am Salzdahlumer Weg, Im kleinen Weinberge, Der große Weinberg, Unter dem großen Weinberg, im Kreienfelde hinter den Gärten, Weg durch das Kreienfeld, hinter dem Eggelingschen Grundstücke, Bertramstwete, Weg nach St. Leonhard, Zu St. Leonhard, An der Helmstedt Chaussee, Im kleinen Rischkampe und Im großen Rischkampe gehören zum heutigen Stadtgebiet.
Ab 1860 werden die Außenstadtstraßen im Braunschweiger Adressbuch genannt, und zwar:
- Bertramstraße, erstmals nachgewiesen 1782, Hist. Atlas I, Bl. 71
- Campestraße, die damals die Wolfenbütteler Straße und St. Leonhard verband, erstmals nachgewiesen 1782, Hist. Atlas I, Bl. 71
- Eisenbüttel
- Helmstedter Straße
- Weg nach St. Leonhard, heute Leonhardstraße, nachgewiesen seit 1671, Hist. Atlas II. Bl. 23
- Salzdahlumer Weg, heute bis etwa zur Riedestraße Böcklerstraße (seit 1952), hinter den Bahnschienen, Alte Salzdahlumer Straße und Salzdahlumer Straße, erstmals nachgewiesen 1782, Hist. Atlas I Bl. 71
- Wolfenbütteler Straße

Der Stadterweiterungsplan von Carl Tappe strukturierte das Gebiet neu. Anders als in anderen Gebieten der Außenstadt, wo er eher vorsichtiger vorging, griff seine Planung stark in den Bezirk ein. So plante er ein Straßennetz in Viewegs Garten und eine Art Stern an der heutigen Kreuzung Campestraße / Ottmerstraße / Kurt-Schumacher-Straße.
Eine dieser Sternstraßen wurde zunächst ansatzweise mit der heutigen Charlottenstraße (1879) verwirklicht. Die ehemalige Ottmerstraße (heute nördlicher Teil der Kurt-Schumacher-Straße, erstmals 1878 erwähnt) war auch Bestandteil dieses Planes. Die Verlängerung durch Viewegs Garten, auch bereits von Tappe geplant, wurde erst in den 50er Jahren im Zusammenhang mit dem Neubau des Braunschweiger Hauptbahnhofs umgesetzt. Der Ortsbauplan von Ludwig Winter von 1889 griff nicht mehr so stark in den Stadtteil ein. Der in diesem Plan bereits enthaltene Wilhelminische Ring wird im Stadtteil nur mit dem Altewiekring bis zum Leonhardsplatz ausgeführt.

### Krähenfeld
Künstler, Gaststätten, Gärten, Friedhöfe

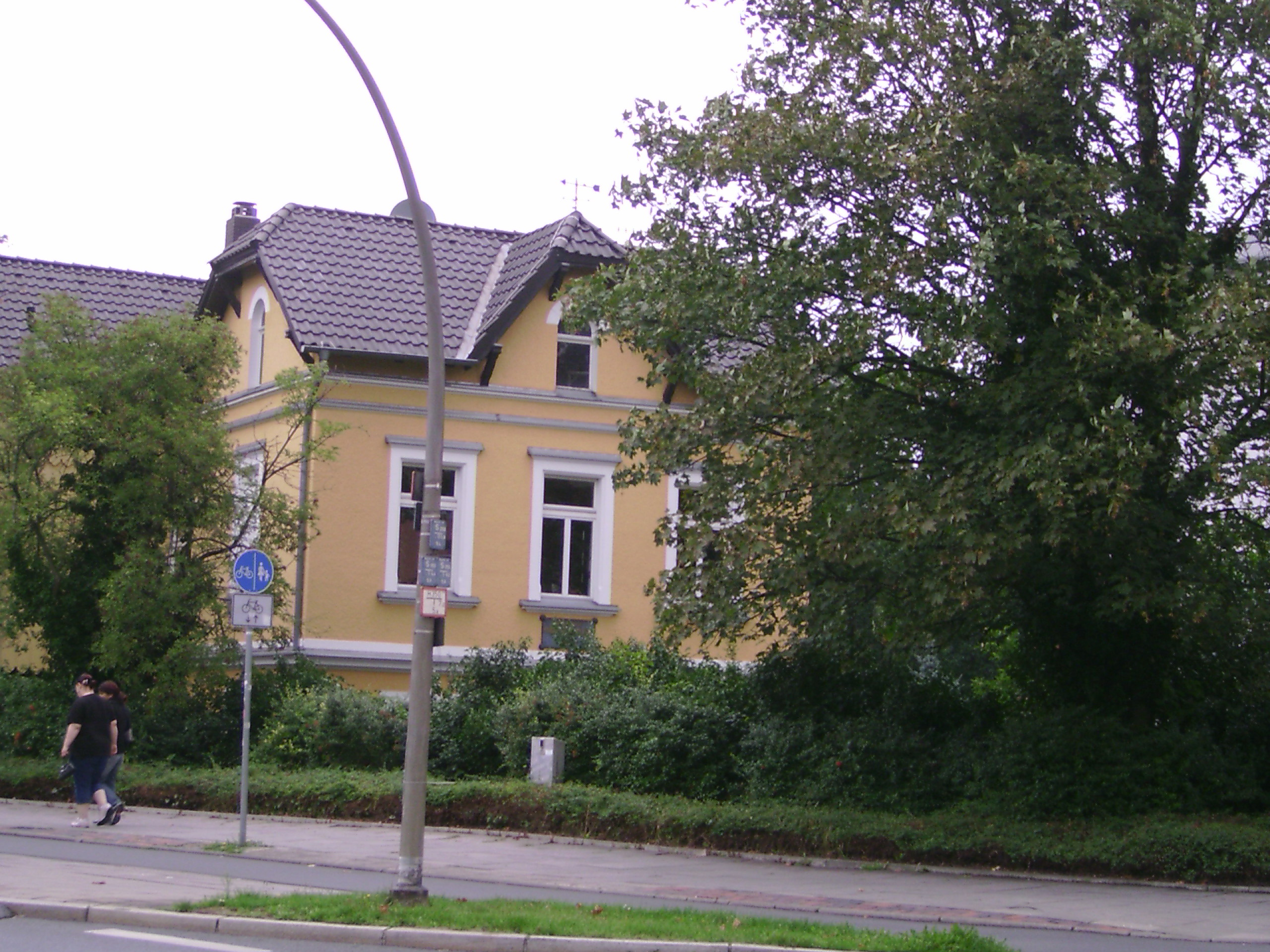
Gerstäcker-Haus heute

Trotz dem Entstehen auch bedeutender Industriebetriebe (z. B. Büssing, Voigtländer, Rollei, Jüdel, Zichorienfabrik Graß und Marckwort, Braumalzfabrik Funke & Moll, Zimmermeister Munte, Brauereien Wolters, Feldschlößchen und Streitberg) und dem Bau der Helmstedter Bahn mit dem Bahnhof St. Leonhard (Ostbahnhof) ist der Stadtteil zum einen vor allem durch Gärten und Friedhöfe geprägt, zum anderen ist vor allem das Krähenfeld Wohnort von Künstlern und Schriftstellern (u. a. Joachim Heinrich Campe, Friedrich Gerstäcker, Wilhelm Raabe). Holsts Garten (1825) und das Konzerthaus (1890) tragen als kulturelle Veranstaltungsorte ebenso zum Charakter des Stadtbezirks bei wie Gaststätten, Ausflugslokale, die Gellertshoffsche Badeanstalt und der Zoologische Garten C. Bertrams.
Neben den heute noch bestehenden Friedhöfen der Domgemeinde (seit 1729) und der Magnigemeinde (seit 1718) an der Stadthalle lag an der heutigen Georg-Wolters-Straße von 1757 bis 1899 der Aegidienfriedhof.

### Daten und Ereignisse im Stadtgebiet
- 1865 wurde die Grenze des Braunschweiger Stadtgebiets einschließlich der Außenstadt durch Landesgesetz festgelegt.
- 1870 erfolgte die Aufhebung des Bebauungsverbots für das Glacis, wodurch zum Beispiel der Bau der Adolfstraße möglich wurde.
- Der Bau der Helmstedter Bahn mit dem Verschiebebahnhof St. Leonhard, der zum Ostbahnhof (überwiegend Güterbahnhof) und ab etwa 1950 zum neuen Hauptbahnhof ausgebaut wurde.
- Als erste der Bürgerschulen in der Außenstadt wurde 1876 die Bürgerschule an der damaligen Ottmerstraße (heute Kurt-Schumacher-Straße) erbaut.
- 1877 erfolgte die Aufhebung der Toraccise, was u. a. zum Bau von Brücken über die Okerumflut führte.
- 1887 wurde zur Verbesserung der gesundheitspolizeilichen Situation der Zentralfriedhof angelegt. Schon zuvor waren Friedhöfe außerhalb der Stadt angelegt worden.

## Stadtquartiere

### Bebelhof
Der Stadtteil Bebelhof in der südlichen Spitze des Stadtbezirks liegt an beiden Seiten der Salzdahlumer Straße, die den Wilhelminischen Ring mit der Südstadt verbindet, und umfasst Industrieflächen (Siemens, Rollei, Brauereien Wolters und Feldschlößchen) und Wohngebiete, im Wesentlichen die namensgebende Bebelhof-Siedlung im Osten und das Zuckerberg genannte Gebiet (ein Teil wird auch Charlottenhöhe genannt) im Westen zwischen Salzdahlumer und Wolfenbütteler Straße.

### Bebelhof-Siedlung

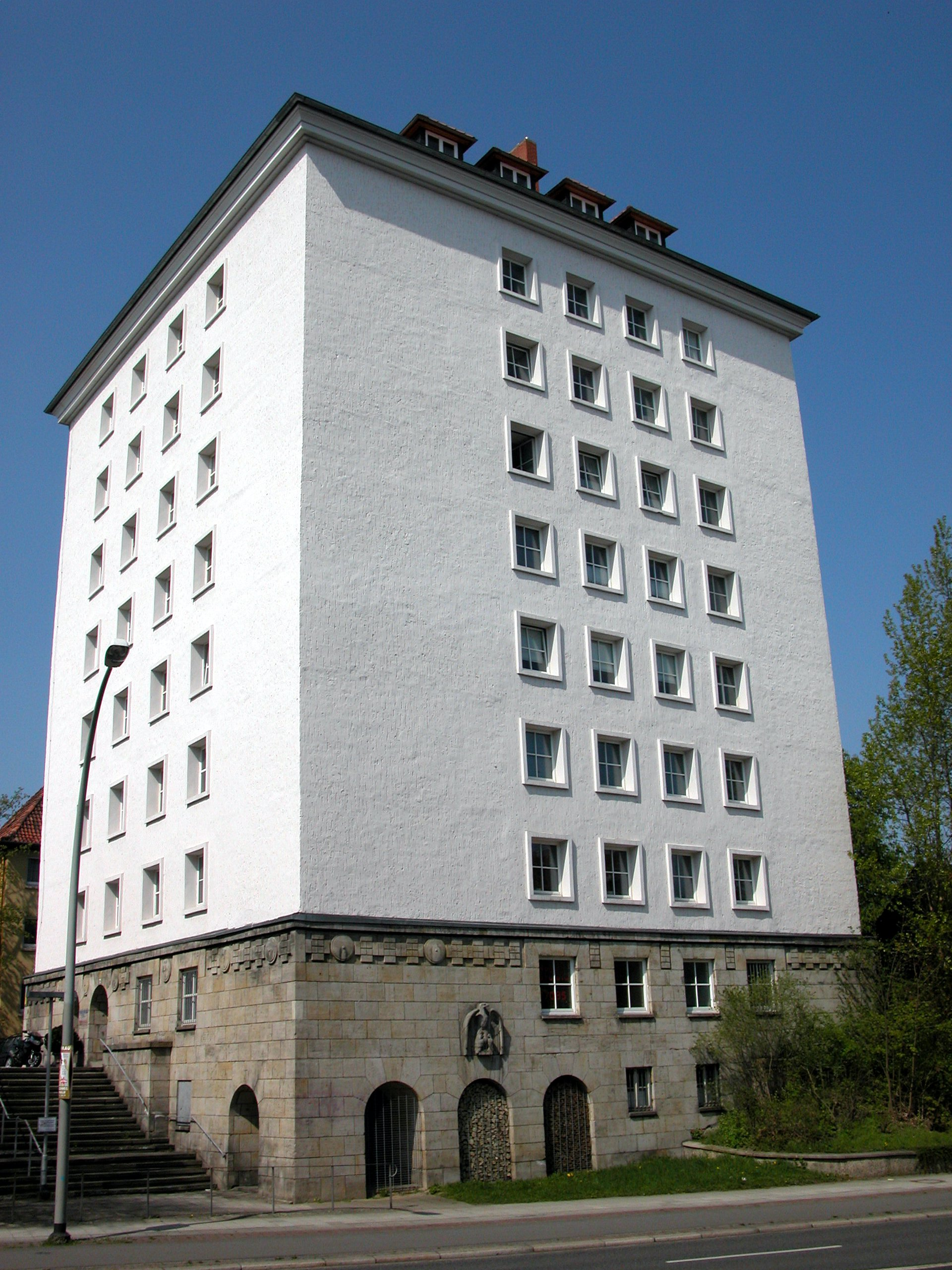
Ehemaliger Hochbunker Bebelhof, heute ein Wohnhaus

Seinen Namen hat der Stadtteil Bebelhof von dem zwischen 1929 und 1931 angelegten August-Bebel-Hof südwestlich des heutigen Hauptbahnhofs. Auf dem Gebiet des Bebelhofs lag die Wüstung Limbeki.
Hinter dem August-Bebel-Hof befand sich die Arbeitersiedlung Lämmchenteich, die bereits in den Jahren davor bis 1928 fertiggestellt worden war. Sie diente vor allem den Facharbeitern der in unmittelbarer Nähe liegenden Eisenbahnwerke als neue Unterkunft. Die Straßen dieser Siedlung wurden nach Pionieren der Eisenbahn, wie Henschel, Krupp und Siemens, benannt.
Die Grundsteinlegung für den August-Bebel-Hof fand im September 1929 statt. Sie beschränkt sich weitestgehend auf den Raum zwischen den Straßen Salzdahlumer Straße, Borsigstraße, Hans-Porner-Straße und der Hermann-v.-Vechelde-Straße. Die nach dem sozialdemokratischen Politiker August Bebel benannte Siedlung wurde durch den Architekten Friedrich Richard Ostermeyer einheitlich im Stil des Modernen Bauens angelegt. Die Gebäude wurden in Nord-Süd-Ausrichtung gebaut. Für die damalige Zeit waren die Wohnungen sehr modern, sie verfügten über Zentralheizung und Badezimmer, was sonst kaum verbreitet war. Zwischen den Häuserzeilen wurden zudem große Grünflächen angelegt. Zeitweilig wurde die Siedlung in „Limbeker Hof“ umbenannt.
Markanter Punkt der Siedlung ist der Uhrturm. An ihm erkennt man noch heute den ursprünglichen Stil der Siedlung. Die Häuser waren ursprünglich mit Flachdächern mit einer Neigung von 0 Grad versehen und mit weißen Platten abgedeckt. Zwischen 1956 und 1957 wurden die Gebäude umgebaut und dem zeitgenössischen Geschmack angepasst. So wurden alle Gebäude um ein weiteres Stockwerk aufgestockt, mit Steildächern und dunkelfarbigem Putz versehen und die alten Fenster durch schlichte Fenster ersetzt.
Am 22. Oktober 1984 wurde im Vordergrund der ursprünglichen Siedlung ein Gedenkstein für August Bebel enthüllt.

### Helmstedter Straße
Das Quartier bildet den östlichen Teil des Stadtbezirks und schließt den Hauptfriedhof und den Hauptgüterbahnhof mit ein.

### Viewegsgarten
Das Stadtquartier Viewegsgarten (fälschlich gelegentlich auch Südliches Ringgebiet genannt) grenzt an die Innenstadt und bildet den nördlichen Teil des Stadtbezirks.
Getrennt durch den Park Viewegs Garten bzw. die Kurt-Schumacher-Straße, liegen nordöstlich der aus dem Flecken St. Leonhard entstandene Wohnbezirk und südwestlich das Bahnhofsviertel auf dem ehemaligen Krähenfeld.
Der Park Viewegs Garten geht auf den Verlagsbuchhändler Friedrich Vieweg (* 11. März 1761 Halle/Saale; † 25. Dezember 1835) zurück. An ihn erinnert auch die Viewegstraße. Die ebenfalls in diesem Stadtteil liegende Campestraße erinnert an seinen Schwiegervater Joachim Heinrich Campe, für den auch ein Gedenkstein im Park errichtet wurde.
Der heute dreieckförmige, nur knapp 6 Hektar große Park wurde beim Neubau des Braunschweiger Hauptbahnhofs durch die raumgreifende Kurt-Schumacher-Straße zerschnitten, den südwestlichen Teil des bürgerlichen Gartens hat man mit Hochhäusern bebaut.
Durch die Kurt-Schumacher-Straße und den Hauptbahnhof wird der Stadtteil in mehrere Bereiche aufgeteilt. Dominierend ist der Braunschweiger Hauptbahnhof mit dem Berliner Platz (Willy-Brandt-Platz) und den ihn umgebenden Hochhäusern. Zwischen Bürgerpark, Kurt-Schumacher-Straße und den Braunschweiger Brauereien Hofbrauhaus Wolters und ehemals Feldschlößchen (Braunschweig) (jetzt Oettinger) liegt das aus dem Krähenfeld entstandene (s. o.) sogenannte Bahnhofsviertel. Hier befindet sich auch das Gelände der ehemaligen Büssing AG.
In der Viewegstraße befindet sich auch das Haus, in dem die Firma Rollei gegründet wurde.

### Bahnstadt
Auf den ehemaligen Bahnanlagen und angrenzenden Flächen im Bereich des Rangierbahnhofs, des Hauptbahnhofs und des Hauptgüterbahnhofs soll auf einer Fläche von 144 Hektar ein neues Stadtquartier mit Wohnraum und Arbeitsplätzen entstehen. Die Pläne dazu wurden 2018 vorgestellt. Die Entwicklung des Areals soll mit Hilfe von Fördermitteln erfolgen.

## Politik
| Bezirksrat: |         |
| SPD         | 4 Sitze |
| CDU         | 5 Sitze |
| Grüne       | 4 Sitze |
| BIBS        | 1 Sitz  |
| Die Linke   | 1 Sitz  |

### Wappen
| Wappen von Viewegsgarten-Bebelhof | Blasonierung: „In Silber unter drei blauen Scilla-Blüten (1:2) ein rotes Schwungrad.“ |
| Wappen von Viewegsgarten-Bebelhof | Das Wappen wurde vom Heraldiker Arnold Rabbow und 2015 angenommen.                    |

## Kultur und Sehenswürdigkeiten
- Schill-Denkmal

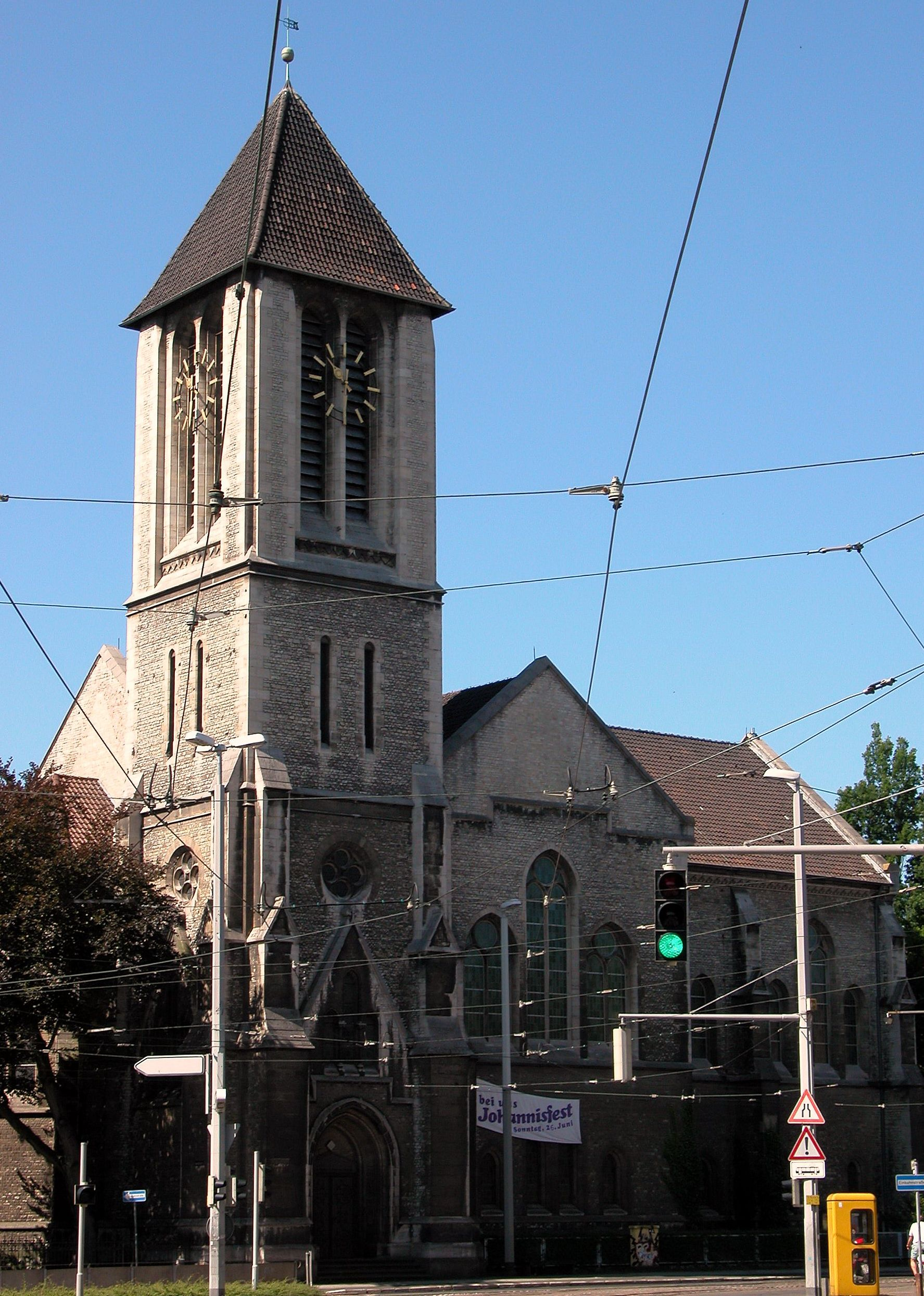
Johanniskirche

- Gedenkstätte KZ-Außenlager Schillstraße
- Johanniskirche
- Dom- und St. Magnifriedhof

## Park- und Grünanlagen
Im Stadtbezirk liegen die Parkanlagen Bürgerpark, Viewegs Garten, Kiryat-Tivon-Park und der Rimpaus Garten. Eine weitere große Grünanlage stellt der Hauptfriedhof dar. Hinzu kommen noch zahlreiche andere Friedhofanlagen, wie der Dom- und St. Magnifriedhof, der Jüdische Friedhof, der Katholische Friedhof und der Stadtfriedhof.